# Fernando Chomalí
Fernando Chomalí, né le 10 mars 1957 à Santiago (Chili), est un prélat catholique chilien, actuel archevêque de Santiago du Chili. Le pape François le crée cardinal au cours du consistoire du 7 décembre 2024.

## Biographie

### Formation et sacerdoce
Fernando Chomalí est né le 10 mars 1957 à Santiago, dans la province du même nom. Il a des origines palestiniennes. Il effectue ses études secondaires au Lycée Antoine-de-Saint-Exupéry de Santiago puis à l'Institut National de Santiago. Il est ensuite diplômé en ingénierie civile de l'Université pontificale catholique du Chili en 1981.
Il intègre ensuite le séminaire pontifical majeur de Santiago en 1984, dont il sort diplômé de philosophie et de théologie en 1991. Il est ordonné prêtre le 6 avril 1991 pour l'archidiocèse de Santiago du Chili par l'archevêque Carlos Oviedo Cavada.
Il part ensuite à Rome où il obtient une licence de théologie morale à l'Académie alphonsienne en 1993 puis un doctorat en théologie à l'université pontificale grégorienne en 1994. En 1998, il obtient une maîtrise de bioéthique de l'Institut pontifical Jean-Paul-II. 
De retour au Chili, il est vicaire paroissial, délégué épiscopal à la pastorale universitaire et professeur de théologie morale et de bioéthique dans les facultés de théologie et de médecine de l'université pontificale catholique du Chili et au séminaire majeur de Santiago. Il est ensuite curé de la paroisse de Santa María de la Misericordia, modérateur de la Curie diocésaine et président délégué du conseil économique du diocèse. Depuis 2001, il est aussi membre de l'Académie pontificale pour la vie.

### Épiscopat
Le 6 avril 2006, le pape Benoît XVI le nomme évêque auxiliaire de Santiago et lui attribue le siège titulaire de Noba (de). Il reçoit la consécration épiscopale le 3 juin 2006 des mains d'Aldo Cavalli, nonce apostolique au Chili, assisté de Ricardo Ezzati et de Cristián Contreras Villarroel (de), évêques auxiliaires de Santiago.
Le 20 avril 2011, il est nommé archevêque de Concepción par le pape Benoît XVI. 
De mars 2014 à mars 2015, il est administrateur apostolique d'Osorno. Il tente sans succès de convaincre le pape François de ne pas nommer Juan Barros Madrid (en) à la tête du diocèse, en raison des accusations de non-dénonciation des abus sexuels commis par Fernando Karadima, accusations notamment portées par Juan Carlos Cruz, ami proche de Fernando Chomalí,.
Le 10 septembre 2018, dans une lettre pastorale sur la crise des abus sexuels, il appelle l'Église à coopérer avec les autorités civiles : "Nous devons obéir à la loi car nous ne sommes pas au-dessus des normes qui régissent le pays". Il regrette que l'Église ait perdu sa réputation de "voix des sans-voix" et soit devenue "pour une part croissante de la population, une cause de scandale de profonde remise en question, de beaucoup de méfiance et de peu de crédibilité". Il dénonce le cléricalisme et propose des mesures pour plus de transparence au sein de l'Église.
Le 25 octobre 2023, le pape François le nomme archevêque de Santiago pour remplacer le cardinal Celestino Aós Braco. Il est installé le 16 décembre 2023.

### Cardinal
Le 6 octobre 2024, le pape François annonce qu'il sera créé cardinal avec 20 autres prélats au cours d'un consistoire le 7 décembre 2024. Il est créé cardinal avec le titre de cardinal-prêtre de San Mauro Abate.
Le 11 janvier 2025, le pape le nomme membre de la Commission pontificale pour l'Amérique latine.